# Svindersviken

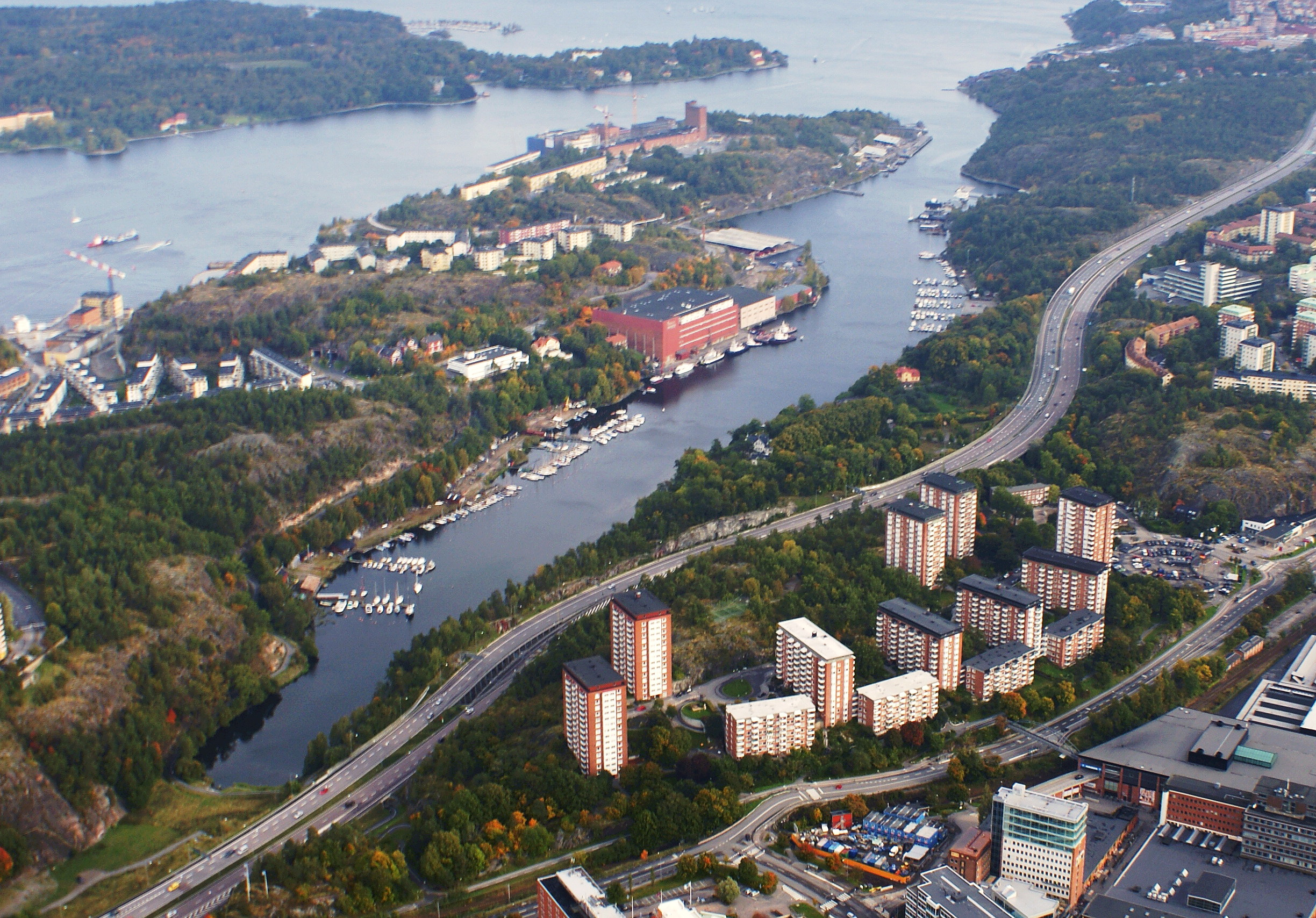
Svindersviken och Kvarnholmen sedd från helikopter.

Svindersviken är en vik av Saltsjön i Nacka kommun i Södermanland. Viken sträcker sig från Kvarnholmen, förbi Hästholmssundet, Operans och Dramatens ateljéer i Gäddviken, Svindersviks båtklubb, Segel Sällskapet Gäddviken, Finnboda båtklubb, skogen Trolldalen nedanför Henriksdalsberget, olje- och fotogenupplag vid Dockan, en smal promenadväg längs med Värmdövägen, Villa Kullen, Svindersviks gård, Nacka båtklubb, Marinstaden och Ryssbergen.

## Geografi, historia och anläggningar

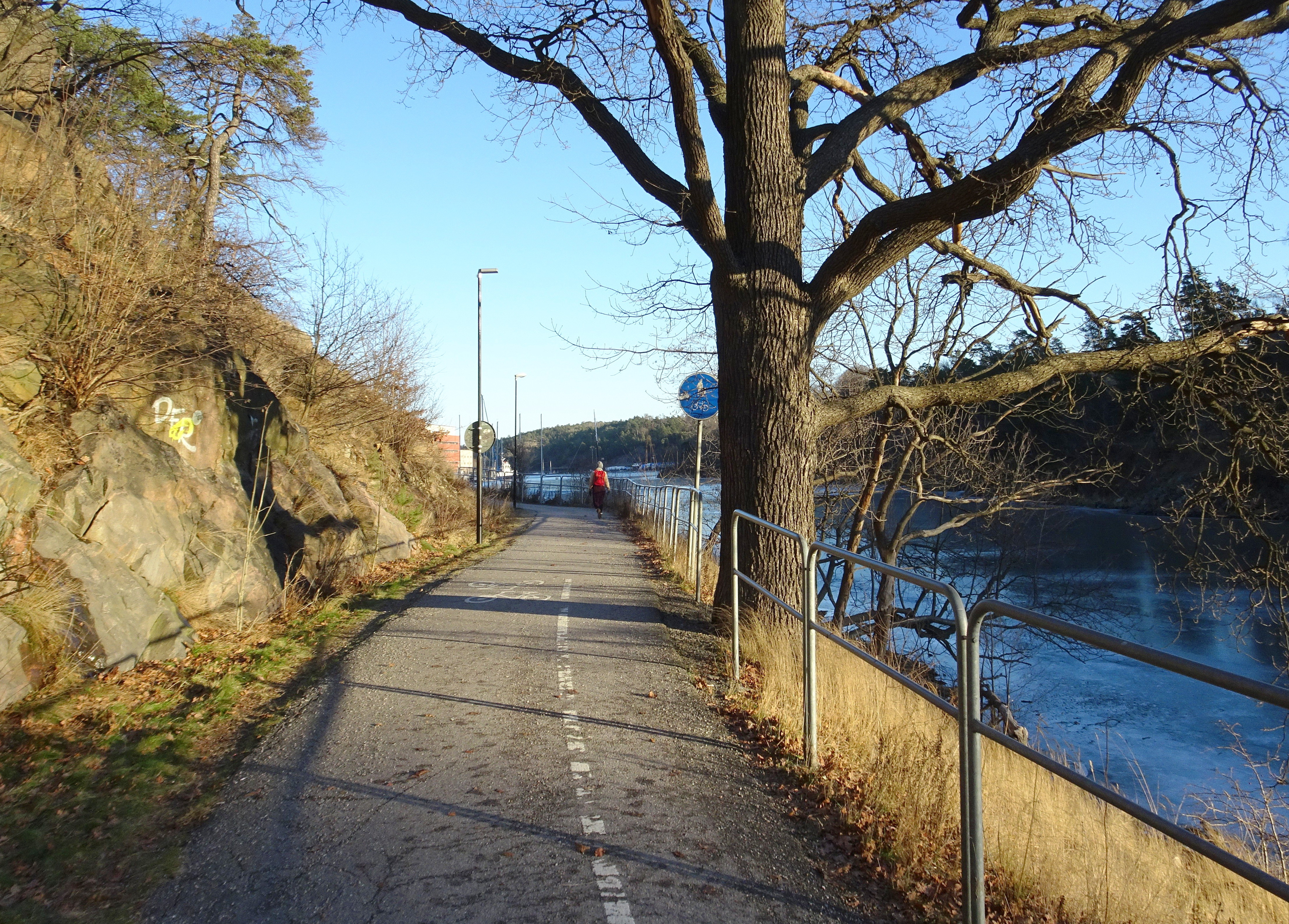
Promenadstig vid Svindersviken nedanför Trolldalen, 2022.

Svindersviken ligger i en smal förkastningsdal. Vattendjupet i viken är stort, mer än 30 meter i den yttre delen. Längs Kvarnholmen finns flera kajer, senast använda av OK Petroleum/Preem för lossning av petroleumprodukter. Tidigare pågick verksamhet som var kopplad till KF:s övriga livsmedelshantering i området, därav namnet Sillkajen på den äldsta kajen.  
Viken, som tidigare hette Gäddviken (på grund av rik förekomst av gäddor) är döpt efter köpmannen Johan van Swindern som ägde mark på båda sidorna av viken. Han var en holländare som kommit till Sverige 1629 och hade fått ett kungligt privilegiebrev att framställa tjära och beck. 1647 överlät Danvikens Hospital mark till honom. Långt in i viken ligger 1700-talsgården Svindersvik, uppfört på initiativ av Klas Grill, arkitekt var Carl Hårleman. Andra namn för Svindersviken var Finnsviken, Ryssviken och Troldalsviken.
I Gäddviken mittemot Svindersvik gård står Operans och Dramatens ateljéer med dekorverkstad, utrymmen för repetitioner och kostymlager. Där finns även Sveriges Teatermuseum. Den väldiga byggnaden uppfördes på Kooperativa Förbundets initiativ som fram till 1990-talet hade ett kafferosteri där. KF:s gamla logotyp syns fortfarande som en svag skugga på fasaden. Ungefär på samma ställe stod Oscar Carlssons superfosfatfabrik.
Vid Svindersvikens norra sida ligger Kvarnholmen med Olof Thunströms bostadsområde från 1928, som består av 30 radhus och ett trevånings lamellhus (se Tre kronors väg, bostadshus). Nedanför funkisbostäderna bebyggs Oceankajen, Sillkajen och Södra kajen av Peab och JM med över 700 bostäder.
Området mellan Ryssbergen och Nacka båtklubb, har sanerats. Där byggs sedan 1999 stadsdelen Marinstaden med olika boendeformer på och nära vatten. Satsningen går trög och i mars 2013 försattes bolaget Marinstaden AB i konkurs.
Sedan april 2013 är bogserbåtarna Tug, Montfred, Leif, Tom och Ted stationerade i Svindersviken nedanför Gäddviken. Samtliga ägs och drivs av Marin & Haverikonsult, Stockholm.
Nacka kommunfullmäktige röstade våren 2023 om förslaget att göra Svindersviken inklusive Trolldalen, Ryssbergen och Svindersberg till naturreservat. Motionen blev dock nedröstad.

## Historiska kartor

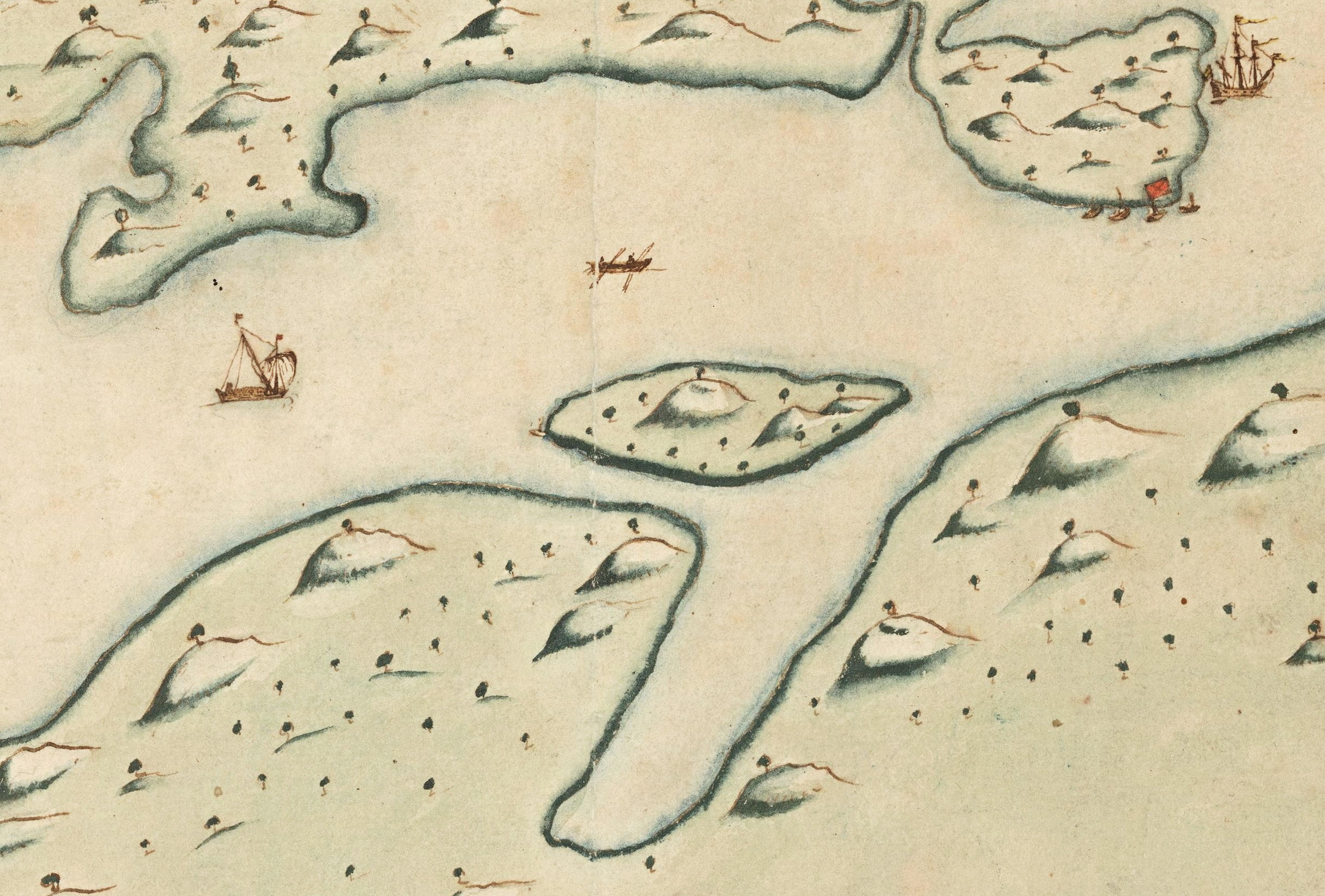
Svindersviken och Hästholmen 1642
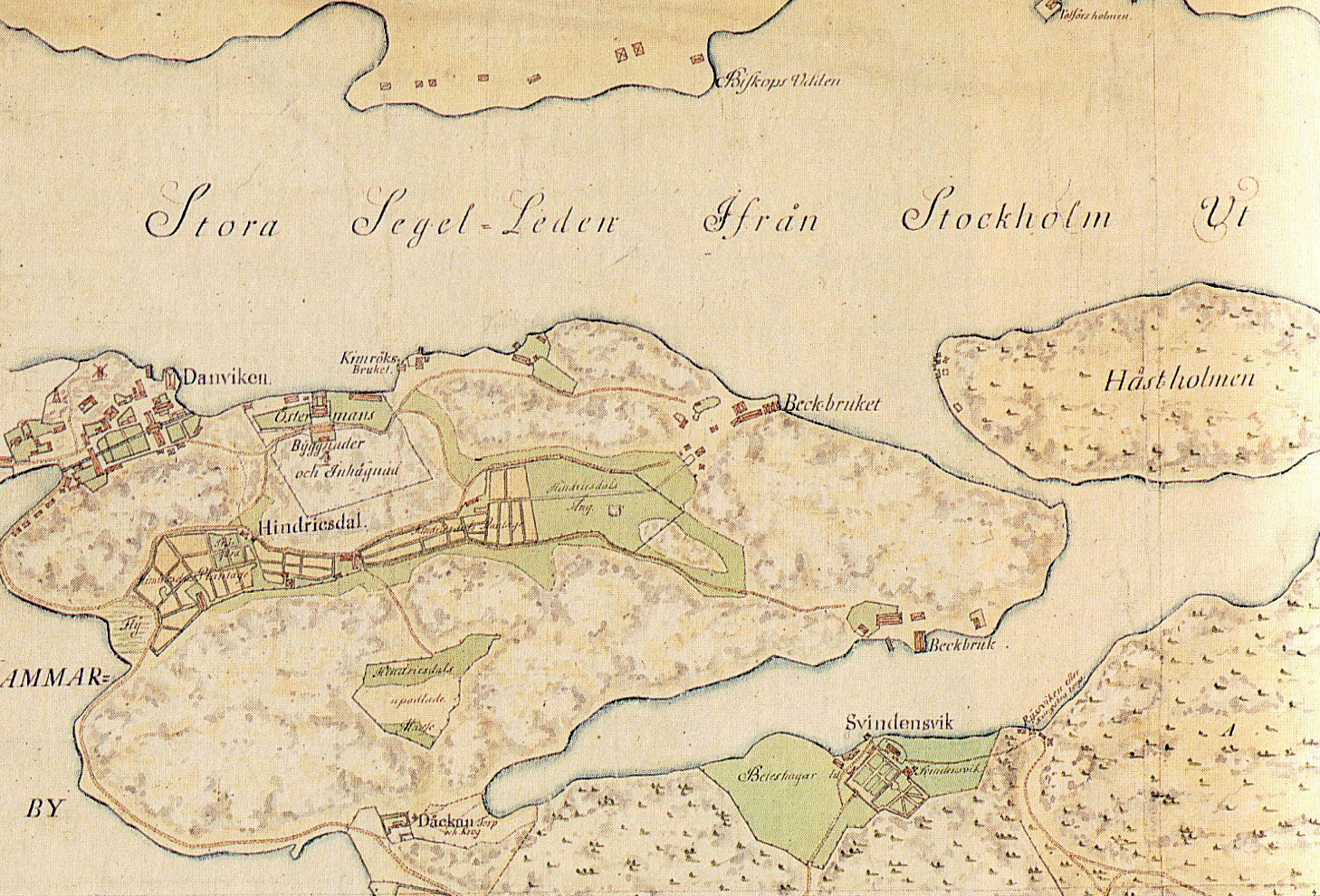
Svindersviken och Hästholmen 1774
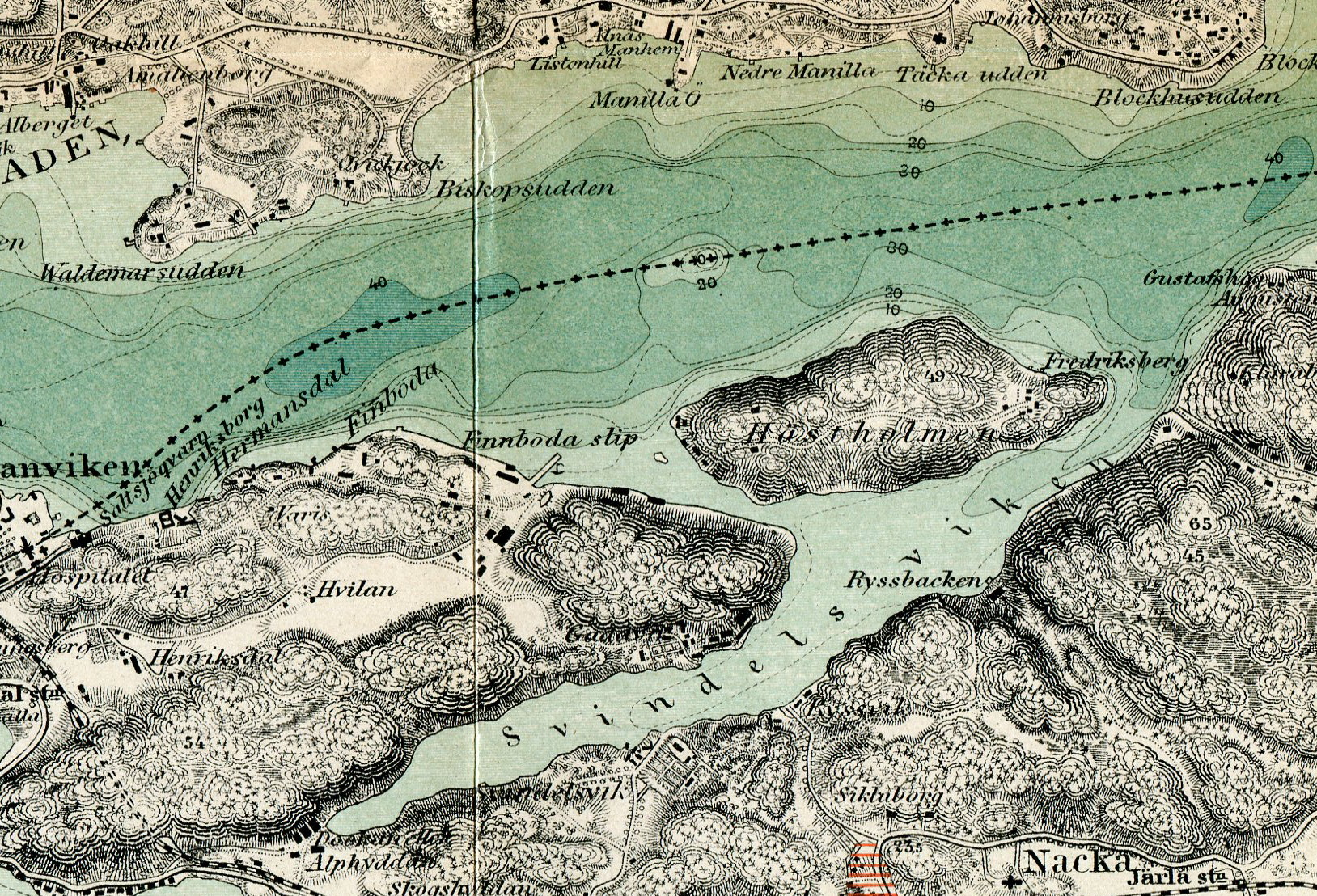
Svindersviken och Hästholmen 1897
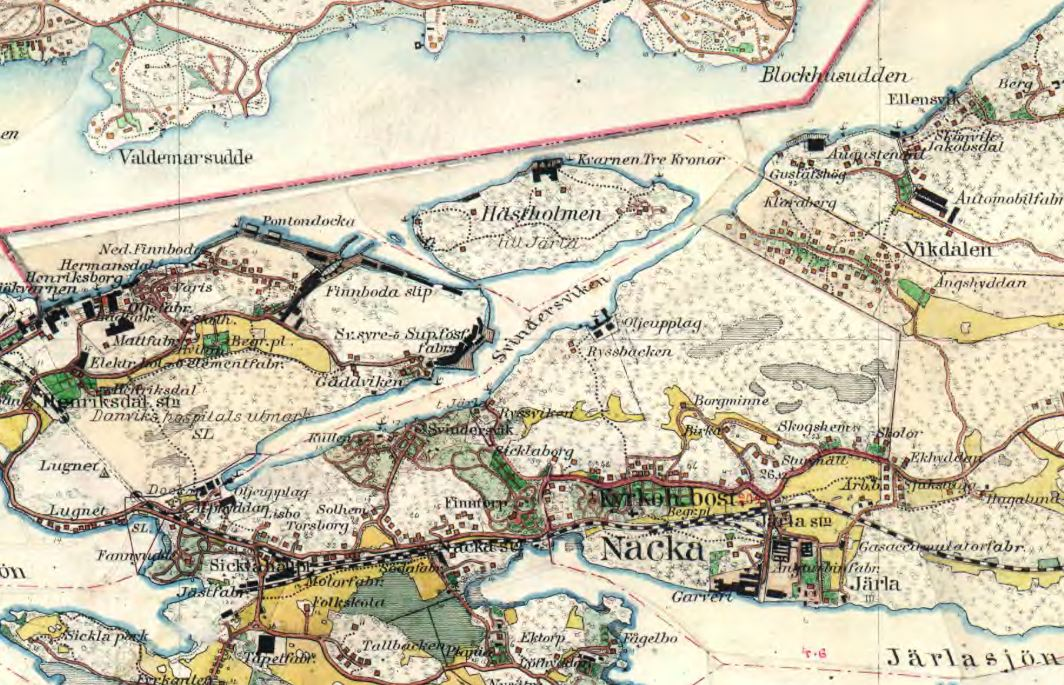
Svindersviken och Hästholmen 1901-1906

## Bilder

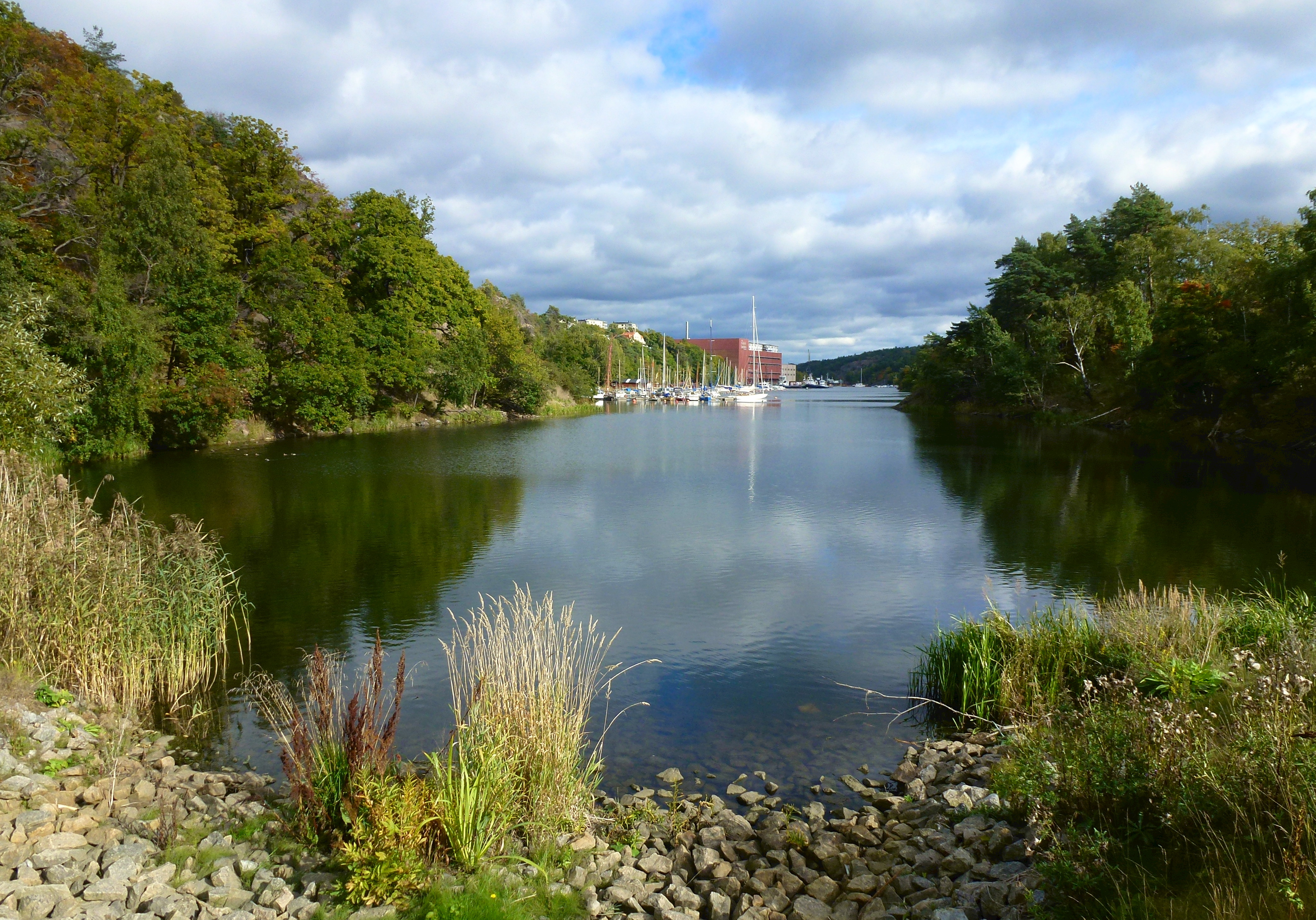
Svindersviken, vy från Dockan mot öst med nyckelbiotopen Trolldalen till vänster.
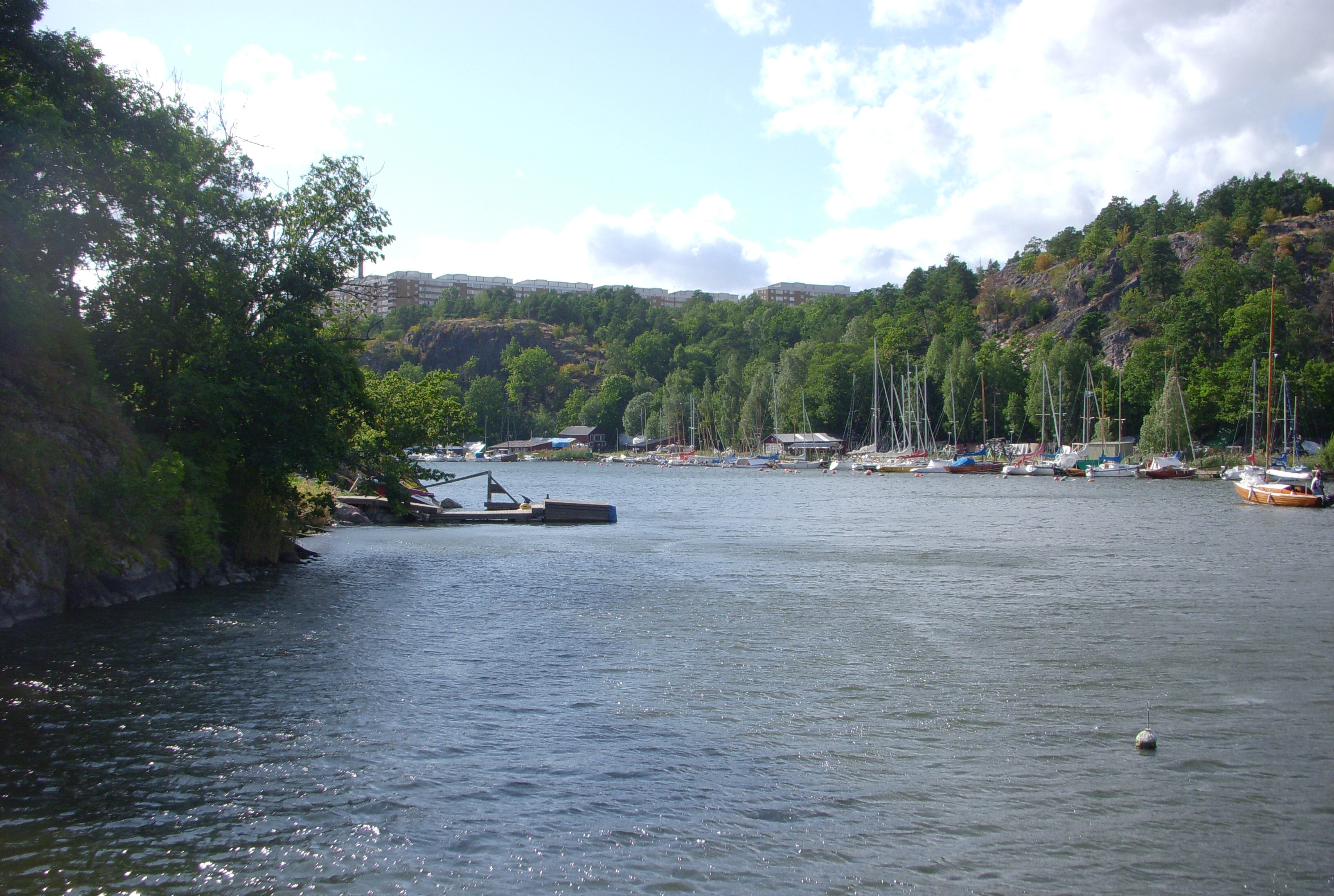
Svindersviken, vy från Svindersvik mot väst.
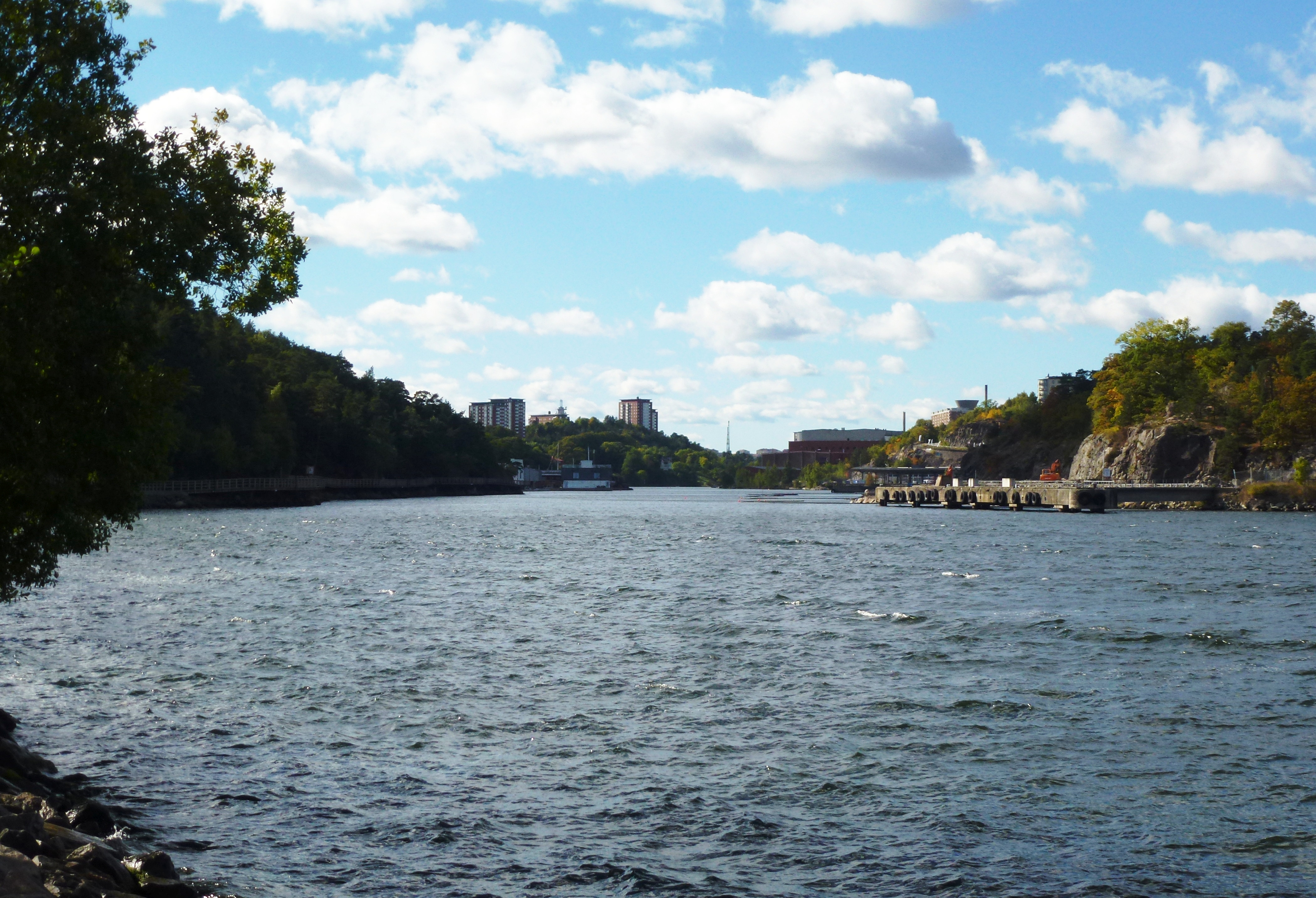
Svindersviken, vy från Nacka strand mot väst.
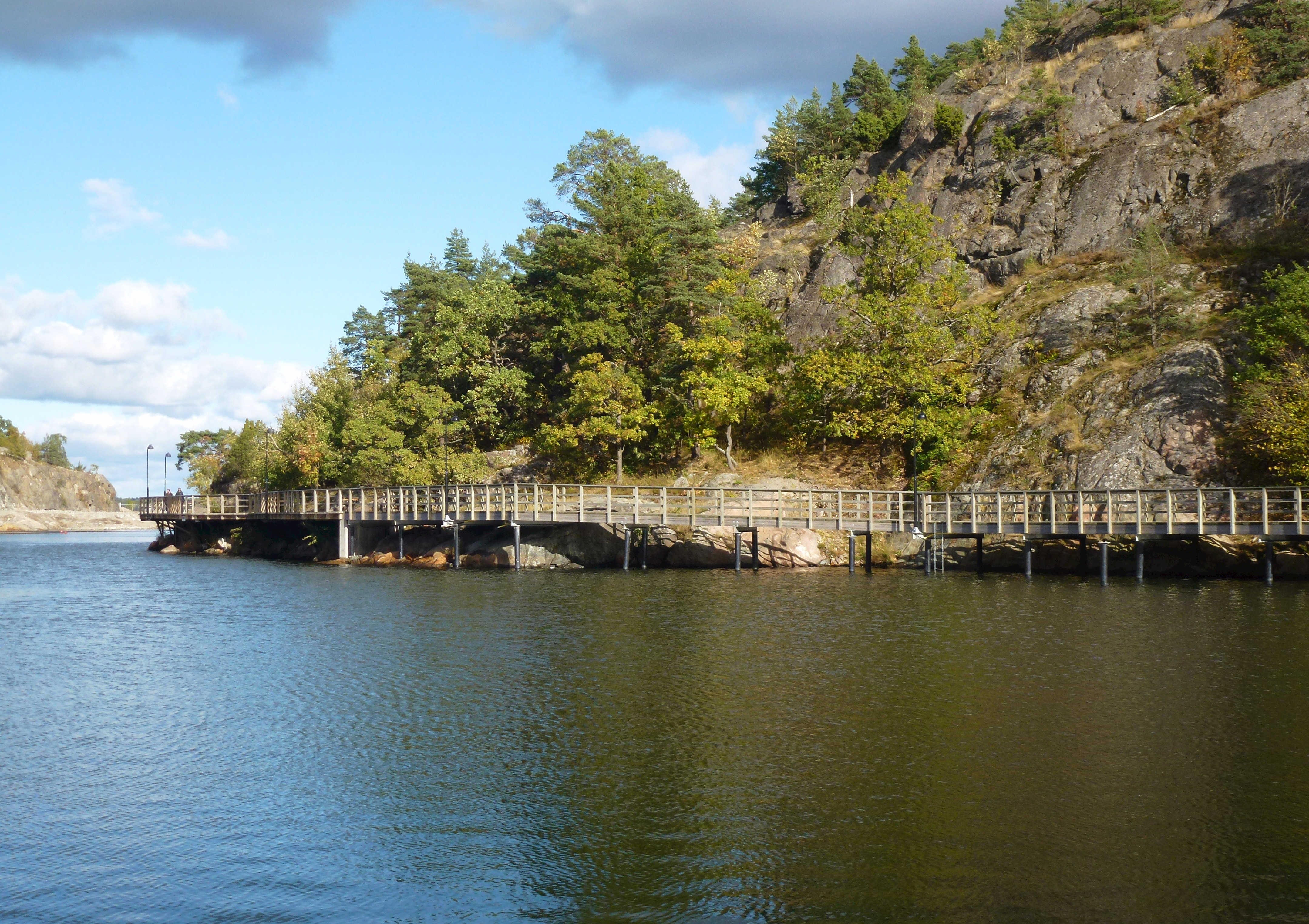
Promenadstråket Marinstaden - Vikdalen nedanför Ryssbergen anlades 2009-2010.
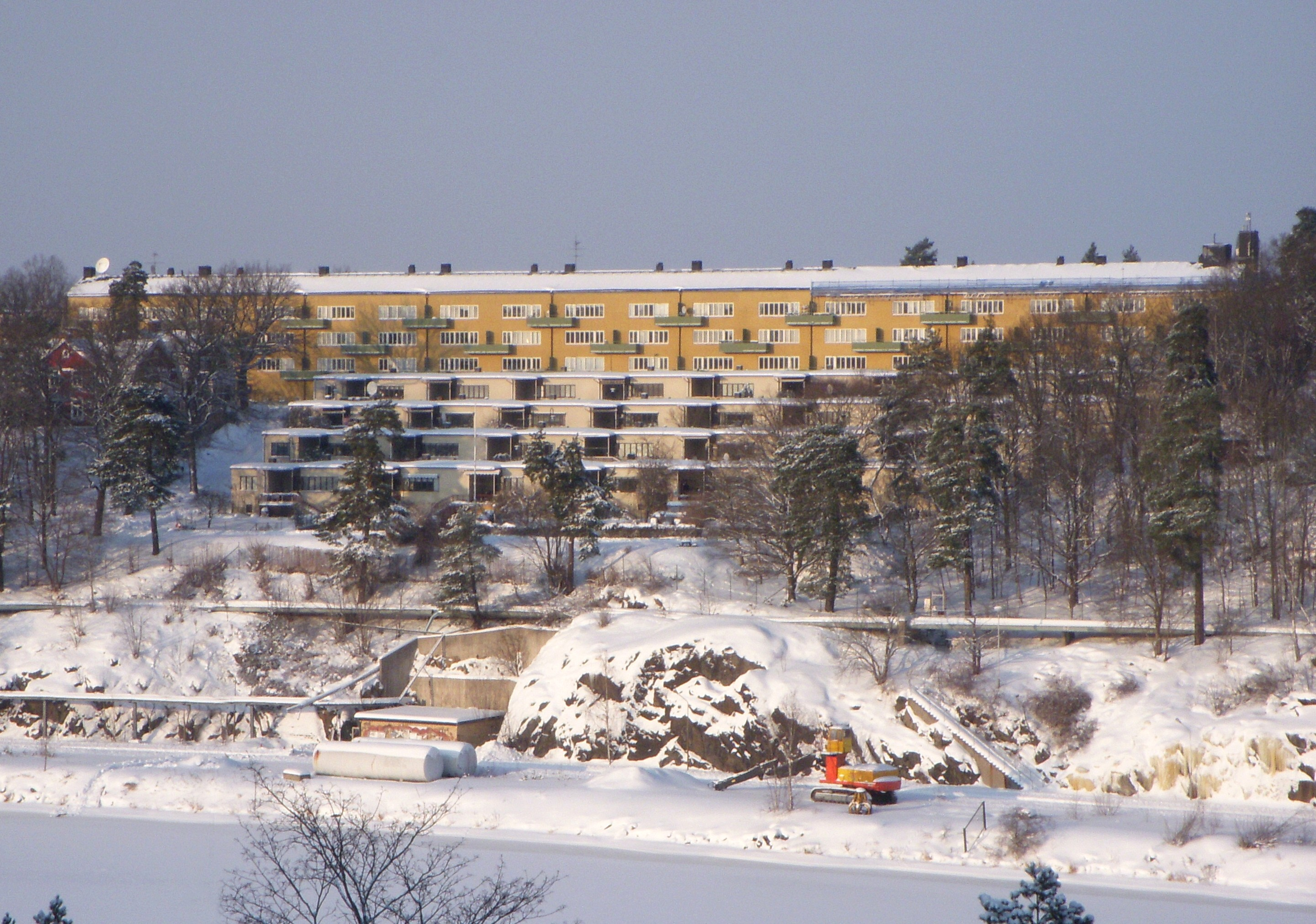
Olof Thunströms lamellhus och radhus på Kvarnholmen.
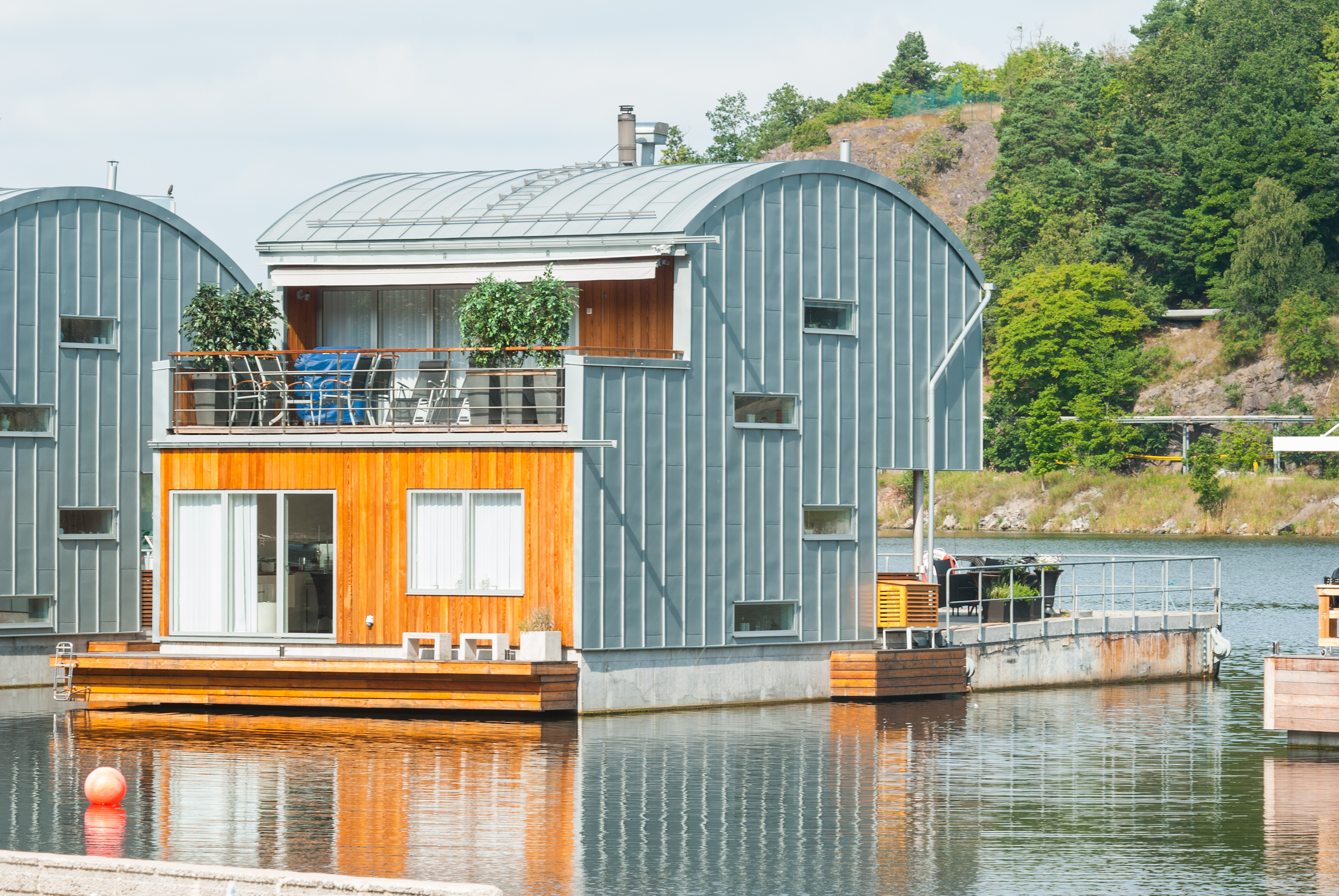
Villa i Marinstaden.
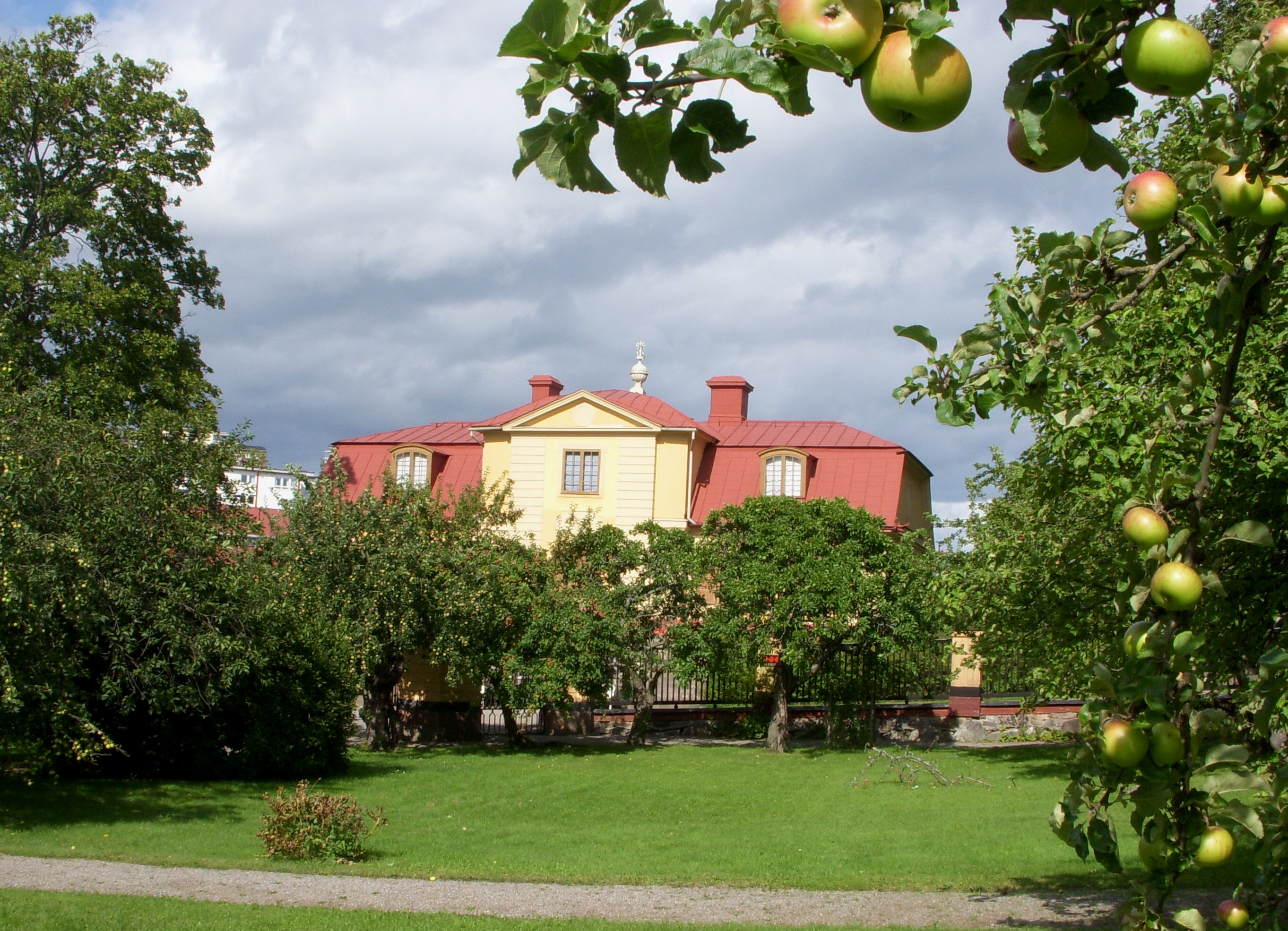
Sommarnöjet Svindersvik.
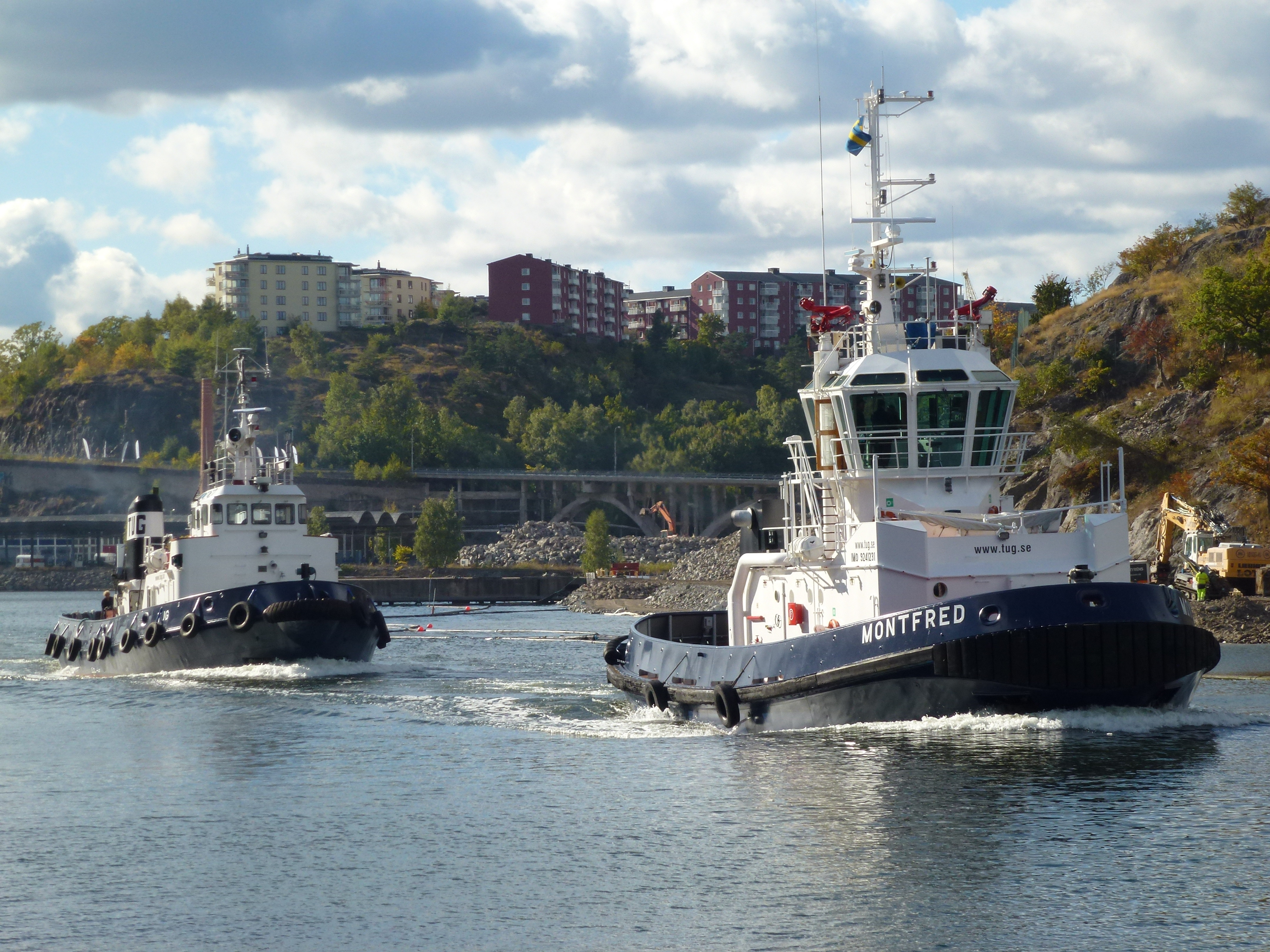
Bogserbåtarna Tug och Montfred i Svindersviken.